# Wakame
Taxons concernés
Dans la famille :
- Alariaceae
  - Dans les genres
    - Alaria
    - Undariamodifier

Le wakamé (terme japonais, en katakana : ワカメ) est un nom vernaculaire ambigu, désignant plusieurs espèces d'algues comestibles, populaires en cuisine japonaise et cuisine coréenne. Ce sont des algues brunes de la famille des Alariaceae, en forme de lobes, qui interviennent surtout dans la confection de salades et de soupes (par exemple la soupe miso). On peut trouver sous le nom de wakamé plusieurs espèces, de la famille des Alariaceae, principalement : Alaria esculenta, Alaria marginata, Undaria pinnatifida ou Undaria distans.

## Physiologie, comportement et écologie
Les caractéristiques générales de ces algues sont celles des Alariaceae, avec des nuances pour chaque espèce : voir les articles détaillés pour plus d'informations sur leur description ou leur biologie.
Originaires d'Asie, principalement des côtes tempérées du Japon, de la Chine et de la Corée, ces algues ont été introduites dans différentes régions, notamment en Australie, en Nouvelle-Zélande, aux États-Unis et en Europe, où Undaria pinnatifida est actuellement considérée comme une espèce invasive des plus nuisibles.

## Noms usuels et noms scientifiques correspondants
Liste alphabétique de noms vulgaires ou de noms vernaculaires attestés en français.

Note : certaines espèces ont plusieurs noms et figurent donc plusieurs fois dans cette liste. Les classifications évoluant encore, certains noms scientifiques ont peut-être un autre synonyme valide.
Espèces désignées sous ce nom d'après AlgaeBase:
- Ainu-wakame : Alaria yezoensis
- Ao-wakame : Undaria peterseniana
- Chishima-wakame : Alaria corrugata
- Enaga-wakame : Alaria dolichorhachis
- Ezo-wakame : Alaria crassifolia
- Karafuto-wakame : Alaria ochotensis
- Kunashiri-wakame : Alaria macrophylla
- Nambu-wakame : Undaria distans
- Oni-wakame : Alaria fistulosa
- Wakamé : Undaria pinnatifida[5],[6],[7],[8], nommée aussi Ito-wakame et Nambu-wakame[réf. nécessaire].
- Wakame : Alaria marginata
- Wakame : Alaria esculenta

## Utilisation

### Alimentation humaine
Le wakamé est généralement vendu sous forme coupée et déshydratée, qu'il faut tremper dans de l'eau pendant quelques minutes, ce qui triple le volume. Il ne doit pas être cuit longtemps afin de conserver sa couleur et ses nutriments. En France et en Europe, le wakamé breton est aussi vendu frais, conservé dans le sel en barquettes, en vente dans des magasins d'alimentation biologiques.
Les feuilles de wakamé sont vertes, ont une saveur légèrement sucrée et leur texture est plutôt gélatineuse. Il est préférable de découper le wakamé en petits morceaux avant cuisson, car il gonfle pendant celle-ci.
Au Japon comme en Occident, le wakamé est vendu le plus souvent séché ou conservé dans le sel, et utilisé dans des soupes comme la soupe miso, des salades (au tofu par exemple), ou encore comme accompagnement de tofu. Ces plats sont souvent assaisonnés avec de la sauce soja et du vinaigre de riz.
Dans les restaurants de sushis occidentaux, il est courant de retrouver le wakamé sous forme de salade agrémentée de goma (sésame).

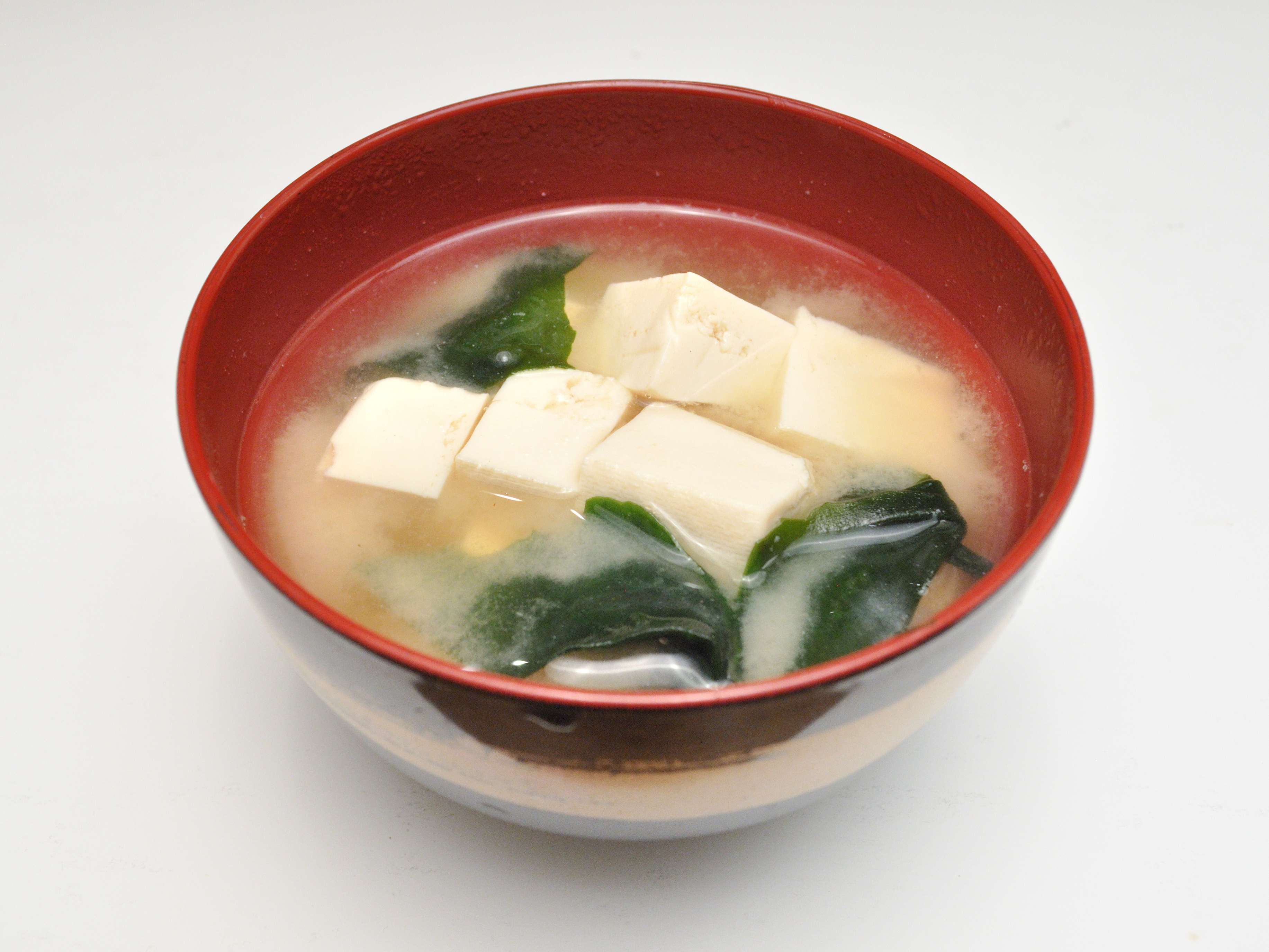
Soupe miso japonaise avec du tofu, du wakame et de la ciboule
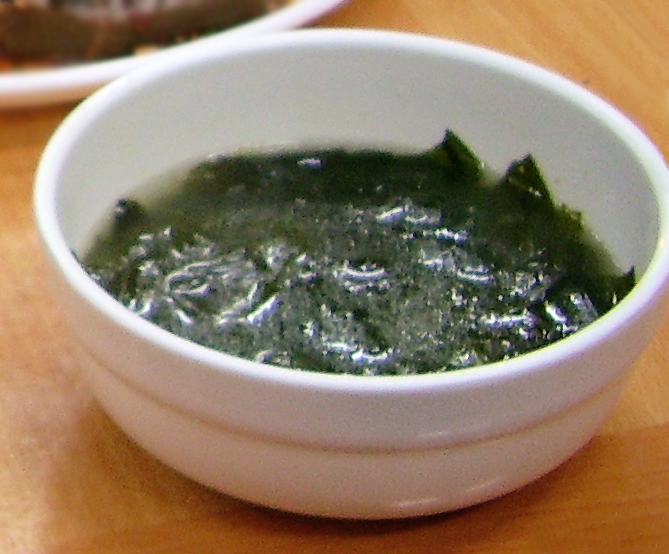
Miyeok-guk, soupe coréenne avec du wakame
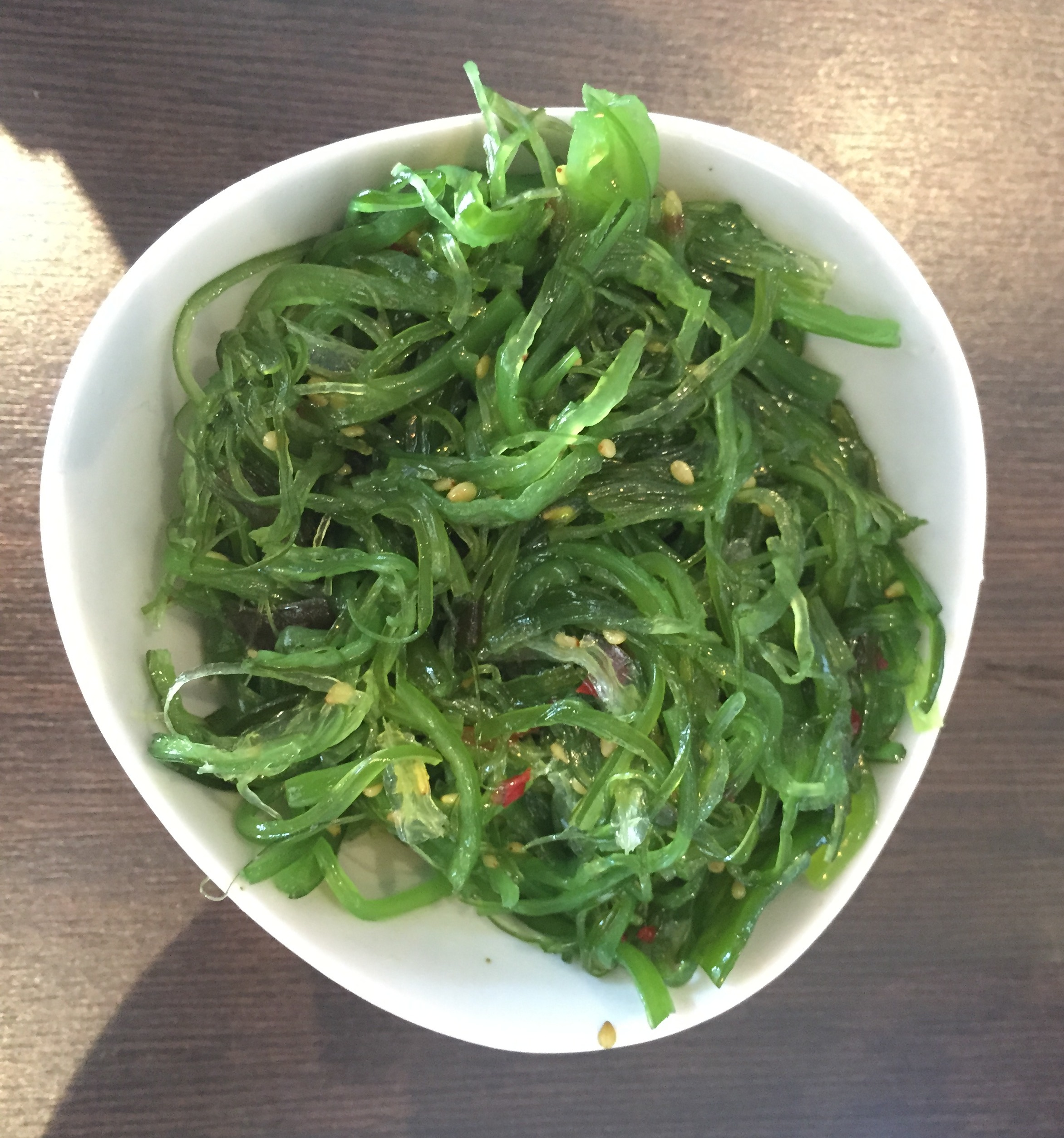
Salade de wakame au sésame (goma wakame), à base de Undaria pinnatifida

### Autres préparations
On retrouve aussi le wakamé dans quelques cosmétiques utilisés pour les soins de la peau.

## Production
En Extrême-Orient, le wakamé est récolté dans ses habitats naturels depuis des siècles. L'algue y est aussi aujourd'hui cultivée, comme en Amérique du Nord ou en Europe, sa production est estimée entre 450 000 et 500 000 tonnes (Japon et Corée). La Chine, où le wakamé n'est pas aussi populaire que les laminaires, ne produit que quelques centaines de tonnes. Les Occidentaux sont de nos jours très friands de cuisine japonaise, et font donc augmenter la production qui est devenue internationale.
Algue de culture, elle a été introduite à la fin du XXe siècle en Bretagne (France), où elle est cultivée.

## Propriétés
Cet aliment est riche en fibres, en particulier solubles. Il est riche en calcium (150 mg/100 g), soit environ 17 % de plus que le lait de vache (128 mg/100 g). Il contient aussi beaucoup de thiamine et de niacine[réf. nécessaire].
Il est aussi riche en iode, ce qui pourrait occasionner une dysfonction de la glande thyroïde en cas de surconsommation (plus de 8 grammes par jour).[réf. nécessaire]
En plus de ses atouts sur le plan nutritionnel (présence de nutriments, d'oligo-éléments, de vitamines et de fibres), le wakamé est utile pour détoxifier le système digestif des métaux lourds et toxines[réf. nécessaire] grâce à l'alginate, un polysaccharide que l'on retrouve dans toutes les algues brunes.
La consommation de wakamé renforce le système immunitaire de l'homme : en effet, le fucoïdane, autre polysaccharide présent dans le wakamé, stimule les lymphocytes NK du système immunitaire[réf. nécessaire].
En médecine orientale, le wakamé est utilisé pour l'épuration du sang, la santé intestinale, la peau, les cheveux, les organes reproducteurs et la régulation du cycle menstruel.
Au début du XXIe siècle, des études faites à l'université d'Hokkaido ont démontré que la fucoxanthine (caroténoïde de formule chimique C42H58O6) peut contribuer à la métabolisation des tissus adipeux.  Des essais sur les souris ont révélé que la fucoxanthine agit favorablement sur l'expression d'une lipase UCP1 qui se loge dans les tissus adipeux près des organes.